# Вайтерсвайлер
Вайтерсвайлер (нем. Weitersweiler) — община в Германии, в земле Рейнланд-Пфальц. 
Входит в состав района Доннерсберг. Подчиняется управлению Гёльхайм.  Население составляет 490 человек (на 31 декабря 2010 года). Занимает площадь 4,52 км².